# Utica (Wisconsin)
Utica – miasto w Stanach Zjednoczonych, w stanie Wisconsin, w hrabstwie Crawford.